# Спивак, Марьяна Тимофеевна
Марья́на Тимофе́евна Спива́к (род. 23 марта 1985, Москва) — российская актриса театра, кино, телевидения и дубляжа, общественный деятель, режиссёр и диктор. Получила широкую известность в 2017 году, исполнив главную роль в фильме Андрея Звягинцева «Нелюбовь».

## Биография
Марьяна Спивак родилась 23 марта 1985 года в семье актёра и режиссёра Тимофея Спивака (1947—2022) и актрисы Екатерины Васильевой (род. 19 августа 1961) — исполнительницы роли Алёны в фильме «Вам и не снилось…». Её бабушка по матери Жанна Прохоренко (1940—2011), известная советская киноактриса, дед Евгений Васильев (1927—2007) — режиссёр фильма «Прощание славянки». По линии матери имеет русские, украинские и белорусские корни, по линии отца — украинские и еврейские.
В 2002 году Марьяна поступила в Школу-студию МХАТ в мастерскую Игоря Золотовицкого и Сергея Земцова. В годы учёбы играла в учебных спектаклях: «Гамлет» (Гертруда), «Безымянная звезда» (Мона), «Майская ночь, или Утопленница» (Ганна), «Три сестры» (Наташа), «С любимыми не расставайтесь» (Катя, Козлова).
В 2006 году Марьяна окончила Школу-студию МХАТ с отличием и была принята в труппу театра «Сатирикон» имени А. Райкина. В этом же году была приглашена ассистенткой по мастерству актёра на курс И. Я. Золотовицкого.

## Личная жизнь

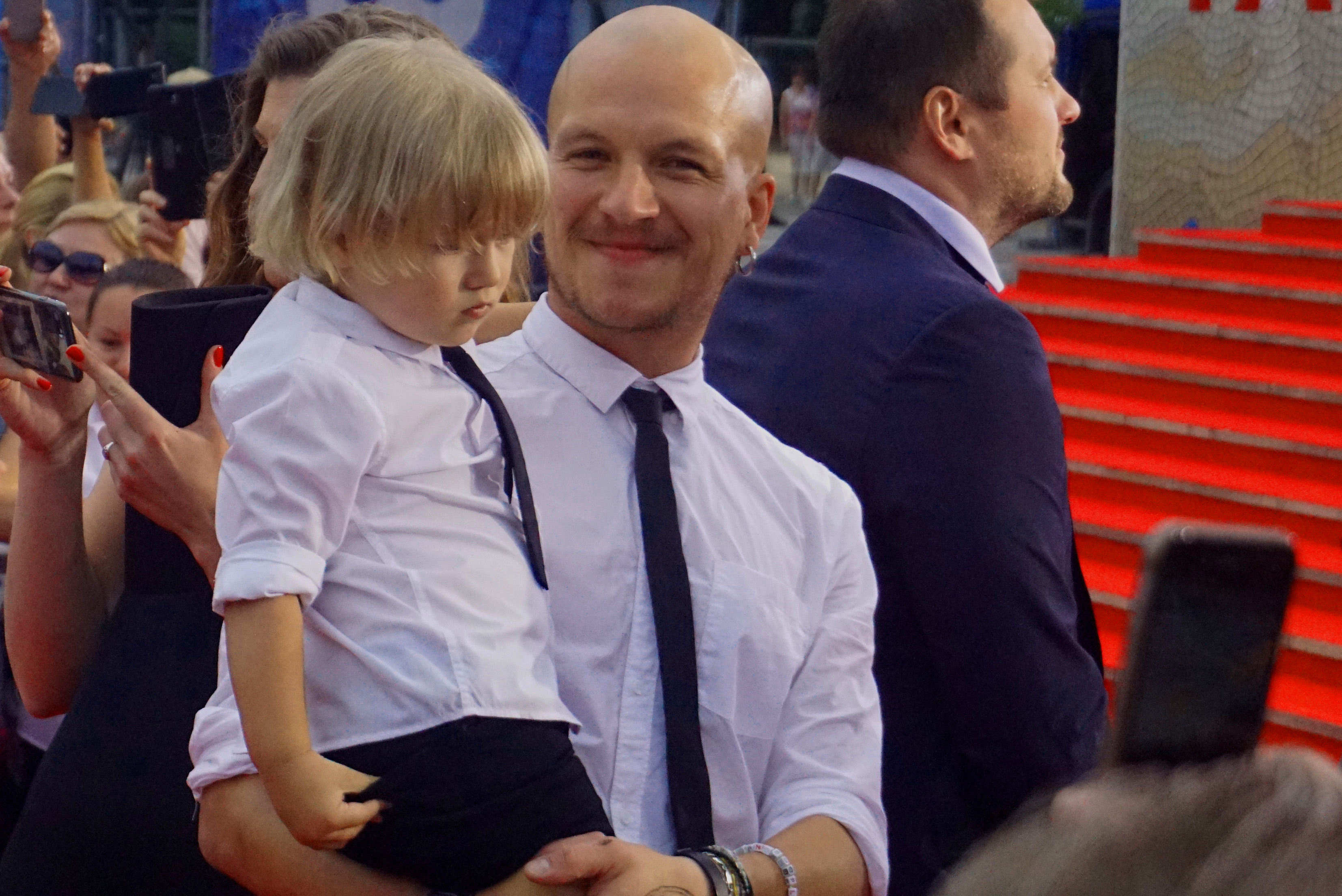
Муж и сын, Кинотавр 2017

Бабушка — актриса Жанна Прохоренко (1940—2011).
Первый муж — актёр Кирилл Петров (род. 12 июня 1985).
Второй муж — актёр Антон Кузнецов (род. 10 июля 1980). Сын — Григорий Кузнецов (род. 2015).

## Признание и награды
- Лауреат премии имени Вс. Мейерхольда (за творческие достижения в учёбе);
- Лауреат премии «Созвездие» (за главную женскую роль);
- Лауреат премии «Golden Unicorn» за главную женскую роль (фильм «Нелюбовь»)[3];
- Лауреат премии зрительских симпатий «Звезда театрала» (2022) за лучшую женскую роль второго плана (Дочь Городничего, спектакль «Р», Театр «Сатирикон»)[4].
- «Золотой орёл» за 2023 год в номинации «Лучшая актриса онлайн-сериала» («Черное облако»).

## Творчество
- 2010 — «ТриАда», впоследствии «Другие», (по пьесе Ж.-П. Сартра «За закрытыми дверями») — Эстель
- 2017 — «Соседки» (по пьесе Жана Франко) — Марина

### Роли в театре
Театр «Сатирикон» имени Аркадия Райкина
- 2004 — «Ричард III» — Леди Анна, вдова Эдварда, сына короля Генриха IV[5]
- 2006 — «Король Лир» — Корделия, дочь Лира[6]
- 2007 — «Бальзаминов» — Матрёна[7]
- 2008 — «Синее чудовище» — Дардане[8]
- 2009 — «Доходное место» — Анна Павловна Вышневская[9]
- 2010 — «Оглянись во гневе» — Елена
- 2011 — «Чайка» — Маша
- 2012 — «Маленькие трагедии» — Дона Анна
- 2013 — «Отелло» — Дездемона
- 2014 — «Кухня» — Энн
- 2014 — «Укрощение» — Катарина

МХТ имени А. П. Чехова
- 2005 — «С любимыми не расставайтесь. Игры и сцены из жизни» — Катя[10]

### Фильмография
| Год       |     | Название                                    | Роль                                                     |
| --------- | --- | ------------------------------------------- | -------------------------------------------------------- |
| 1991      | ф   | Пока гром не грянет                         | эпизод                                                   |
| 1998      | ф   | Ералаш (выпуск № 124, сюжет «Опять двойка») | сестра                                                   |
| 2001      | ф   | Горе-злосчастье                             | Василиса                                                 |
| 2004      | с   | Близнецы                                    | Валя                                                     |
| 2008      | ф   | Ричард III                                  | леди Анна                                                |
| 2009      | ф   | Про зайца                                   | снималась                                                |
| 2010      | ф   | Пуля-дура 4                                 | Таня                                                     |
| 2013      | ф   | Сын отца народов                            | Капитолина Васильева, третья жена Василия Сталина        |
| 2013      | с   | Умник                                       | Екатерина Фаворова                                       |
| 2015      | с   | Бюро \ Le Bureau des Légendes               | Самара                                                   |
| 2015      | кор | Круговое движение                           | Люба                                                     |
| 2015      | с   | Напарницы                                   | Лариса (Лара) Войтович                                   |
| 2017      | ф   | Нелюбовь                                    | Женя                                                     |
| 2019      | с   | Эпидемия                                    | Ирина, первая жена Сергея                                |
| 2019      | ф   | Небо измеряется милями                      | Пана Руденко                                             |
| 2019      | с   | Шифр                                        | Ирина Михайловна Зимина                                  |
| 2020      | ф   | Яга. Кошмар тёмного леса                    | Юлия                                                     |
| 2020      | ф   | Мы                                          | А-2248                                                   |
| 2020      | ф   | Цой                                         | Марианна Цой                                             |
| 2020      | с   | Казанова в России                           | Екатерина Вторая                                         |
| 2020—2021 | с   | Шифр 2                                      | Ирина Михайловна Зимина                                  |
| 2021      | с   | Медиатор                                    | Зоя                                                      |
| 2021      | с   | Чужой                                       | Люба                                                     |
| 2021      | с   | Шифр 3                                      | Ирина Михайловна Зимина                                  |
| 2021      | с   | 8 способов любить                           | Саша / Прагма                                            |
| 2022      | ф   | Мать моего сына                             | Мари                                                     |
| 2022      | с   | Жуки                                        | участковый Антонина Викторовна Щукина, лейтенант полиции |
| 2022      | ф   | Кто там?                                    | мама                                                     |
| 2023      | с   | Чёрное облако                               | Оксана                                                   |
| 2024      | с   | Мамонты                                     | Юлия                                                     |
| 2024      | ф   | Заклятье. Шёпот ведьм                       | София                                                    |
| 2025      | с   | Охотники за призраком                       | мама Жени                                                |

#### Озвучивание мультфильмов
- 2009 — 2012 — Шишка — Шишка
- 2011 — 2014 — Куми-Куми — Юси / Шаманка
- 2010 — Слово и слова — закадровый голос
- 2012 — Чепурнас
- 2014 — Белка и Стрелка. Лунные приключения — Стрелка

### Дубляж

##### Фильмы

###### Ева Грин
- Мрачные тени (2012) / роль — Анжелика[11]
- 300 спартанцев: Расцвет империи (2014) / роль — Артемисия[12][13]

###### Другие фильмы
- Сияние (1980) / роль — Венди Торренс (Шелли Дюваль) (дубляж 2014 года)[14]
- Тёмный рыцарь: Возрождение легенды (2012) / роль — Селина Кайл / Женщина-кошка (Энн Хэтэуэй)[13]
- Великий Гэтсби (2013) / роль — Джордан Бейкер (Элизабет Дебики)[12][13]
- Закатать в асфальт (2019) / роль — Келли Саммер (Дженнифер Карпентер)[14]

##### Мультсериалы
- Любовь, смерть и роботы (2019) — Сьюзи («За Разломом Орла») / Гейл («Ледниковый период»)[15]

#### Компьютерные игры
- 2014 — Alien: Isolation — Аманда Рипли[14]
- 2016 — League of Legends — Шая[14]